# Ilio Baroni

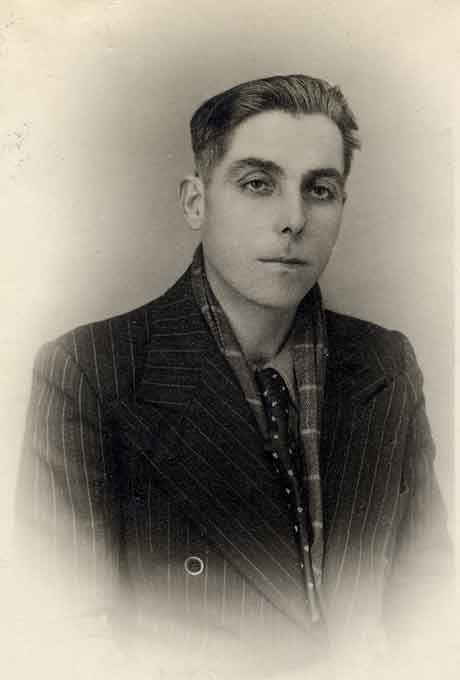
Ritratto di Ilio Baroni

Ilio Baroni (Massa Marittima, 25 maggio 1902 – Torino, 26 aprile 1945) è stato un anarchico, antifascista e partigiano italiano.

## Biografia

### La giovinezza e il primo impegno politico
Nato a Massa Marittima il 25 maggio 1902 da Lodovico Baroni e Francesca Ferri, Ilio Baroni si trasferisce presto a Piombino con la famiglia. Qui trova lavoro nello stabilimento della Altiforni Piombino, dal 1911 spina dorsale del consorzio di fabbriche dell'acciaio Ilva. La provincia toscana e in particolar modo la zona delle acciaierie era area di forte presenza anarchica ed è in questo contesto che iniziano le prime esperienze politiche di Baroni. È probabile che si unisca al gruppo antifascista degli Arditi del Popolo, alla cui formazione aveva contribuito la locale sezione dell'Unione Sindacale Italiana (USI).

### La militanza antifascista torinese
Nel 1925, dopo la crisi che tocca l'Ilva e più in generale il settore siderurgico in Toscana, conseguenza delle ristrutturazioni economiche del Primo dopoguerra, Baroni, come molti altri operai provenienti dalla stessa area, si trasferisce a Torino. Oltre alla crisi occupazionale del distretto dell'acciaio, è probabile che Baroni abbandoni la Toscana per timore delle rappresaglie politiche delle locali sezioni fasciste, con le quali si è scontrato durante gli anni precedenti, quando gli Arditi del Popolo avevano tentato di arginare l'avanzata dello squadrismo fascista.
Giunto nel capoluogo sabaudo, Baroni viene assunto dal reparto laminatoi della Fiat Ferriere (ex Ferriere Piemontesi). Va a risiedere poco lontano dallo stabilimento, trovando domicilio prima nel quartiere Madonna di Campagna e poi in Barriera di Milano.
All'interno della fabbrica, probabilmente facendo leva sulla rete degli altri operai di origine toscana e sulla radicata tradizione socialista e anarchica nei quartieri operai della periferia nord di Torino, Baroni assume via via il ruolo di guida dell'opposizione clandestina al fascismo.
Durante gli anni della dittatura fascista Baroni rimane in contatto con la rete degli anarchici italiani in Francia e in Svizzera.

### La tentata partecipazione alla guerra civile spagnola
Nel 1936, allo scoppio della guerra civile in Spagna, decide di partire per la penisola iberica per offrire il proprio contributo alla lotta contro il franchismo. Sono due i tentativi di raggiungere Barcellona. Il primo viaggio inizia ad agosto, in compagnia del cognato Aldo Demi. Passano regolarmente la frontiera del Moncenisio grazie alla carta per il turismo alpino che permetteva di valicare i confini senza inoltrarsi eccessivamente in territorio straniero. Alcune ore dopo essere entrati in Francia vengono fermati dai gendarmi che li riportano in Italia.
Ci riprova nel 1937, insieme al fratello e ad altri tre anarchici: riesce a varcare il confine con la Svizzera e ad arrivare a Parigi, ma gli anarchici residenti a Parigi dissuadono Baroni e i suoi compagni dal proseguire, perché le notizie che arrivano da Barcellona non sono positive per il movimento anarchico. Del gruppo originario il solo Aldo Demi raggiungerà la penisola iberica, dove si arruolerà nelle Brigate Internazionali.

### L'arresto e la detenzione
Tornato a Torino, Baroni riprende la lotta contro il fascismo, allargando la rete antifascista di cui è uno dei capofila e mantenendo i contatti con gli anarchici di tutta Europa. L'attività del gruppo viene però scoperta, quasi sicuramente a causa di infiltrazioni dell'OVRA: nel 1938 Baroni è arrestato e con lui perdono la libertà altri sei anarchici, tra cui suo fratello e Ferdinando Milani. Altri sei militanti, tra cui Tillio Ticciati e Telemaco Giuntini, subiscono una semplice ammonizione. Il tribunale di Torino, non avendo accumulato ulteriori prove sulla condotta del gruppo, emette una condanna per gli anarchici coinvolti a cinque anni di confino politico "per attività antifascista e propaganda anarchica all'interno delle grandi fabbriche torinesi".
Ilio Baroni viene confinato alle isole Tremiti, il fratello a Guardiaregia, in provincia di Campobasso. Sarà Baroni stesso a chiedere di poter essere trasferito a Guardiaregia, ottenendo l'assenso dell'amministrazione. Rimane in regime di domicilio coatto fino al 6 dicembre 1942.

### La Resistenza e la militanza nella VII brigata SAP
Il ritorno di Baroni a Torino corrisponde all'inizio dei primi scioperi alla Fiat Mirafiori. Le agitazioni si estendono a tutte le fabbriche, sino a raggiungere il culmine il 5 marzo 1943, quando viene bloccata tutta la produzione. Sono i celebri scioperi del marzo 1943, il primo segnale di massa di opposizione al regime fascista.
La caduta del fascismo (25 luglio 1943) non corrisponde ad una apertura alle istanze della classe operaia: il 29 luglio, allo sciopero per nuove rivendicazioni salariali, il generale Adami Rossi risponde con arresti e la minaccia di aprire il fuoco sugli scioperanti. È in questa situazione che Baroni si trova ad operare come esponente del Comitato d'Agitazione.
Dopo l'8 settembre, Torino viene occupata dai nazisti. Nei mesi tra il novembre del 1943 e il marzo del 1944 si assiste ad un continuo braccio di ferro tra gli operai e i dirigenti della Fiat Ferriere, sostenuti dagli occupanti tedeschi. Si raggiunge il culmine con lo sciopero generale del 1º marzo 1944: l'astensione dal lavoro dura fino al giorno 8 dello stesso mese. Gli operai vengono spalleggiati dai Gruppi di Azione Patriottica (GAP), che provocano danni alla rete tranviaria, impedendo di fatto il trasporto dei pendolari. La repressione è tremenda: centinaia di lavoratori vengono arrestati e deportati. In questo drammatico contesto, nascono all'interno delle stesse fabbriche le Squadre di Azione Patriottica (SAP), con l'obiettivo di sabotare il più possibile la produzione e svolgere una decisa propaganda antifascista. Baroni viene posto al comando della VII brigata SAP delle Ferriere e assume il nome di battaglia di "Moro". Contestualmente all'impegno nella lotta partigiana, dall'ottobre del 1944 collabora alla diffusione della pubblicazione anarchica clandestina Era Nuova.

### La battaglia per la difesa di Torino
Le azioni della VII Brigata sono numerose e vanno dal sabotaggio della produzione bellica alla propaganda clandestina, sino allo scontro a fuoco con militi della Repubblica Sociale Italiana e truppe naziste.
Un momento importante è il 4 febbraio 1945, quando in uno scontro a fuoco con il Gruppo di Combattimento "Folgore" viene ucciso Edoardo De Angeli, nome di battaglia "Mirko", elemento di spicco della brigata SAP delle Ferriere. La stessa notte Baroni guida la propria squadra in un'azione di vendetta, in cui vengono uccisi otto militi repubblichini. Da quel momento la brigata SAP viene intitolata a De Angeli.
L'avvicinarsi dell'insurrezione vede un crescendo delle azioni della VII brigata SAP. Nelle settimane che precedono il grande sciopero pre-insurrezionale esce il terzo numero clandestino di Era Nuova, con un nuovo appello alla cooperazione antifascista.
Lo sciopero del 18 aprile 1945 è una dimostrazione della forza dell'antifascismo, quasi una prova generale dell'insurrezione. Anche alle Ferriere, dove opera Baroni, lo sciopero è totale.
Nel momento dell'insurrezione partigiana, i compiti della VII brigata SAP rientrano nel più generale piano delle Squadre di Azione Patriottica in città: difendere il patrimonio pubblico, tra cui le fabbriche, liberare la città e garantire la sicurezza dei cittadini dalle rappresaglie nazifasciste.
Già il 25 aprile le Ferriere e gli altri stabilimenti dell'area nord della città sono in stato di mobilitazione permanente. Gli uomini delle SAP iniziano a uscire dagli stabilimenti la mattina del 26 aprile e ad attaccare i comandi nazisti e le sedi fasciste: è l'inizio della battaglia di Torino.

### La morte
In tutta la città hanno luogo intensi combattimenti attorno a luoghi strategici: fabbriche, caserme e snodi di comunicazione. Nell'area nord della città uno degli obiettivi delle brigate SAP e degli insorti era prendere possesso della stazione ferroviaria Dora, sotto controllo nazista al momento dello scoppio dell'insurrezione. Per assolvere questo compito operano insieme la VII brigata SAP, quella di Baroni, che reclutava operai delle Ferriere, e l'VIII brigata, di stanza presso lo Stabilimento Officine Savigliano. L'operazione ha successo e vengono sottratti ai tedeschi decine di vagoni di rifornimenti, in parte immediatamente utilizzati dalle squadre partigiane combattenti, ormai a corto di munizioni.
Mentre l'incursione alla stazione ferroviaria ha successo, giunge ai sappisti della VII brigata una richiesta d'aiuto da parte delle
squadre insorte dello stabilimento FIAT Grandi Motori, posto poco lontano. Le forze tedesche stanno ormai circondando la fabbrica e la situazione si sta facendo disperata. Baroni con alcuni uomini cerca di raggiungere via Bra per prestare aiuto ai compagni accerchiati, ma, nel tentativo di forzare l'accerchiamento tedesco e superare il fuoco di sbarramento, viene colpito alla gola da un proiettile, mentre spara verso i tedeschi con la mitragliatrice all'angolo tra corso Vigevano e corso Vercelli.
A suo ricordo, il Comune di Torino ha posto una lapide, sita in corso Giulio Cesare, all'angolo con corso Novara.